# Gustav Adolf Boenisch
Gustav Adolf Boenisch, auch Gustav Adolph Bönisch (* 22. August 1802 in Soppau bei Leobschütz, Provinz Schlesien; † 24. Mai 1887 in Breslau), war ein deutscher Landschaftsmaler, Zeichner, Architekt und Landschaftsarchitekt.

## Leben
Boenisch, Sohn des Soppauer Gutsverwalters Franz Boenisch, war bereits auf der Schlesischen Kunstausstellung in Breslau 1819 mit einem Ölgemälde vertreten, das eine Ansicht des Riesengebirges zeigte. Nach seiner Schulzeit in Gleiwitz studierte er von 1819 bis 1823 an der Königlichen Bauschule in Breslau, danach an der Berliner Bauakademie. In seiner frühen Breslauer Zeit war er ferner Schüler im Atelier des Malers und Zeichenlehrers Joseph Kalter (1780–1834) und beteiligte sich an Schlesischen Kunstausstellungen (1820, 1821). 1825 lernte er Caspar David Friedrich und Johan Christian Clausen Dahl in Dresden kennen. 1826 beteiligte er sich erstmals an der Akademie-Ausstellung in Berlin; in der Gruppe der „Dilettanten“ zeigte er eine Ansicht des Heidelberger Schlosses gegen Osten, kopiert nach Zeichnungen des Berliner Akademie-Professors Samuel Rösel. 1828 trat er in das Atelier des Malers Karl Wilhelm Wach ein. In dieser Zeit betätigte er sich mehrmals als Kopist, etwa reproduzierte er Schinkels Gotischen Dom am Wasser. Möglicherweise studierte er vor 1829 auch an oder im Umfeld der Kunstakademie Düsseldorf.
1829 unternahm er eine Reise durch die Sudeten. Zusammen mit Wilhelm Krause bereiste er 1831/1832 Schweden und Norwegen. Wenige Jahre später malte er in den Alpen. Im September 1833 malte er etwa gleichzeitig mit Carl Blechen und dessen Schülern auf dem Brocken im Harz, was wohl darauf hindeutet, dass Boenisch damals ein Blechen-Schüler gewesen sein könnte. 1835 wurde er ordentliches Mitglied der Berliner Akademie. Bald zog er sich aus Berlin zurück und lebte auf Schloss Nischwitz. Um 1850 gestaltete er als Architekt im Auftrag der Schlossbesitzerin Amalie Karoline Jakobine Luise von Ritzenberg (* 1809), der Tochter des preußischen Generals Wilhelm von Krauseneck, seit 1839 Witwe, den Untergarten des Barockschlosses zu einem Englischen Landschaftsgarten um. Dabei legte er Wert auf die Erhaltung der gartenarchitektonischen Staffagen. Darüber hinaus half er ihr bei umfangreichen Bauarbeiten (seit 1848) und bei der Beauftragung von Wandgemälden zur Ausstattung des Schlosses.
Boenisch schuf feinmalerische, naturalistisch anmutende Landschaften im Stil der Biedermeierzeit. Sein 1833 entstandenes Hauptwerk Eiche bei Bleischwitz unweit Breslau, Teil der 1861 gestifteten Sammlung des Konsuls Joachim Heinrich Wilhelm Wagener, somit Teil des Grundstocks der Alten Nationalgalerie, zeitweise zur Ausstattung der Dienstwohnung Adolf Hitlers ausgeliehen, ist seit der Einlagerung in einem Flakturm im Berliner Zoologischen Garten (1941/1943) verschollen.
Auf der Zeichnung Berliner Künstler (1857) hielt der Berliner Porträtist Franz Krüger ein Bildnis von Boenisch fest, das sich heute im Kupferstichkabinett Berlin befindet.